# Lizardo Montero
Pour les articles homonymes, voir Montero (homonymie).
Lizardo Montero Flores (Ayabaca, 27 mai 1832 - Lima, 5 février 1905) est un militaire et un homme d'État péruvien. Il est président de la République de 1881 à 1883.

## Carrière militaire et guerre du Pacifique
Lizardo Montero Flores nait à Ayabaca, le 27 mai 1832. Il intègre l'école navale du Pérou au début des années 1850. Sept ans plus tard, à bord de la frégate Apurimac, Il appuie la révolte de Manuel Ignacio Vivanco. De 1858 à 1862, il voyage en Espagne.
En 1865, Il soutient le général Mariano Ignacio Prado dans son coup d'état victorieux contre le général Juan Antonio Pezet. Pour le récompenser de cela, il est élevé au rang de capitaine de corvette et a en charge une escouade pendant le conflit de 1866 contre l'Espagne. En 1871, Montero est l'un des fondateurs du Parti Civil. Il est élu sénateur de Piura et devient amiral, cinq ans plus tard. Après la déclaration de guerre, Mariano Ignacio Prado le nomme chef politique et militaire des départements du sud. À la suite de la déroute militaire, lors de la campagne navale autour de Lima, le voyage du président Prado en Europe et le coup d'état dans le même temps de Nicolas de Piérola, ce dernier le nomme au sein du nouvel état-major. Il lutte lors des batailles de San Juan et Miraflores du 13 a 15 juin 1881. La même année, il est nommé au poste de vice-président du gouvernement de Francisco García Calderón.

## Présidence de la République
Après la déportation de Calderón au Chili, Montero devient président provisoire et entame des négociations avec le Chili. Son refus de céder les territoires au Chili l'oblige à déplacer le congrès à Arequipa. Durant les années qui suivent, le pays vit une période d'anarchie. Montero dirige le pays la partie centrale du pays, Miguel Iglesias détenant le pouvoir au nord et Andrés Avelino Cáceres dans les montagnes.
Montero quitte le pays après la signature du traité d'Ancon en 1883. De retour en 1890, il est sénateur de Piura.